# Ferrari Experience
Ferrari Experience (estilizado como Ferrari experience) es un videojuego de carreras de 2002 desarrollado y publicado por Sumea para teléfonos móviles con J2ME.

## Jugabilidad
Ferrari Experience es un juego de carreras donde se conduce un coche de Fórmula 1 de la escudería Ferrari. Cuenta con dos niveles de dificultad: fácil y difícil. Se corre una carrera de tres vueltas contra el tiempo y siete oponentes. Hay que pasar por los puntos de control antes que se acabe el tiempo y al mismo tiempo pasarle a los oponentes.